# Bogue, North Carolina
Bogue är en kommun (town) i Carteret County i North Carolina. Vid 2010 års folkräkning hade Bogue 684 invånare.